# 반음계적 환상곡과 푸가
반음계적 환상곡과 푸가 D단조 BWV 903 은 요한 세바스티안 바흐의 하프시코드 작품이다. 바흐는 아마도 1717년에서 1723년 사이 쾨텐에 있을 때 작곡했을 것이다. 이 작품은 이미 그의 생애 동안 독특한 걸작으로 여겨졌다. 지금은 종종 피아노로 연주된다.
이 작품의 원고는 알려져 있지 않다.
적어도 16개의 다른 수기 복사본이 존재한다. 가장 오래된 사본은 환상곡의 짧게 한 변형이다. 1730년경에 푸가를 포함한 두 권의 다른 사본이 등장했다. 1750년의 필사본과 요한 니콜라우스 포르켈 (1800)의 완전한 사본이 있다. 이 두 권의 원고에서 프란츠 안톤 호프마이스터와 프리드리히 콘라드 그리펜켈 (1819)에 의한 이 작품의 초판본이 나온다. 일반적인 기본 형상으로 거슬러 올라갈 수 없는 세부 사항의 중요한 차이 때문에, 바흐 자신이 유통되고 있는 작품의 다양한 다른 버전을 작곡했을 것으로 추정된다.
반음계적 환상곡은 빠르게 오르내리는 토카타로 시작되는데, 종종 7번째 화음이 반음으로 정렬되어 있다.
푸가의 주제는 A에서 C까지 오름차순 반음 선으로 구성되며 여기서는 D 단조의 3~5도에서 F장조 의 상대 장조까지이다.